# Kamov Ka-27
Kamov Ka-27 (v kódu NATO „Helix“) je sovětský, resp. ruský vrtulník, který byl zkonstruován jako náhrada za starší stroj Kamov Ka-25. První prototyp vzlétl v prosinci roku 1973 a krátce na to byla zahájena jeho sériová výroba. Ka-27 slouží v různých obměnách pro vojenské i civilní účely nejen v Rusku, ale i v dalších zemích.

## Vývoj

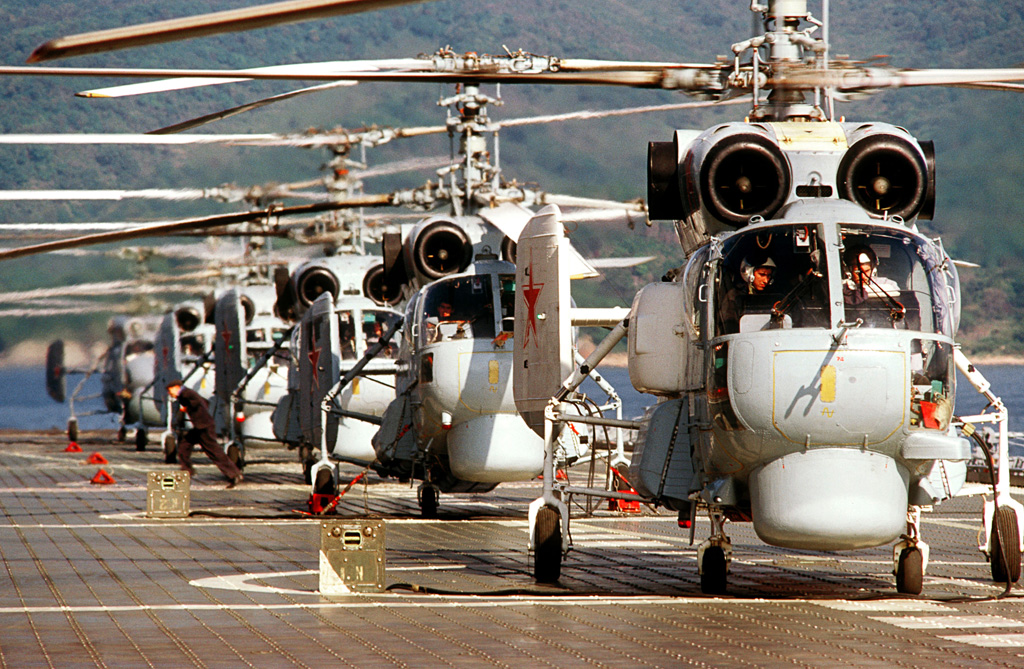
Ka-27 na palubě lodi Novorossijsk v roce 1984

Vývojem vrtulníků pro sovětské námořnictvo se v SSSR tradičně zabývala konstrukční kancelář N. I. Kamova. První vrtulníky z této kanceláře, Ka-10 a Ka-15, nebyly příliš úspěšnými stroji. Až Ka-25, zavedený do služby v roce 1971, byl prvním plnohodnotným sovětským protiponorkovým vrtulníkem, i když za západními ekvivalenty stále zaostával. Tento stroj měl několik významných nedostatků, včetně malé nosnosti a slabého doletu. Vzhledem k tomu, že v poměrně krátkém období havarovaly více než dvě desítky vrtulníků tohoto typu, byl Ka-25 považován za jedno z nejnebezpečnějších letadel sovětského námořního letectva. Provozování těchto vrtulníků však ukázalo, že při ochraně bojových lodí plní nezastupitelnou roli. Tyto stroje se mimořádně osvědčily při hledání a sledování nepřátelských ponorek. Zároveň jejich nasazení umožnilo námořníkům vyvinout jasné a přiměřené požadavky pro tuto třídu vrtulníků.
Na základě výše uvedených skutečností není překvapující, že již v roce 1969 začala kancelář N. I. Kamova pracovat na vytvoření nového palubního vrtulníku s vylepšenými vlastnostmi. 15. května 1970 se uskutečnilo setkání admirála Gorškova, vrchního velitele sovětského námořnictva, s hlavním konstruktérem sovětských námořních vrtulníků Kamov. Gorškov byl horlivým zastáncem dalšího rozvoje námořního letectva, proto během jeho vedení dostaly takové projekty plnou podporu. Navíc v té době už v Sovětském svazu probíhaly práce na vytvoření nových letadlových lodí projektu 1143, které potřebovaly palubní vrtulník s lepšími charakteristikami.
Prototyp nového vrtulníku, který dostal označení Ka-252, se poprvé vznesl do vzduchu 8. srpna 1973 a v 24. prosince téhož roku absolvoval svůj první let. Další testování však bylo ve skluzu a tak letové zkoušky etapy A probíhaly následující čtyři roky. V tomto období se uskutečnilo 2197 letů, přičemž vrtulníky strávily ve vzduchu 1396 hodin. Po úspěšném ukončení testovací etapy etapy A začala etapa B, v jejímž rámci bylo provedeno dalších 464 letů. Během těchto zkoušek se objevily problémy s motory, převodovkami a palubním vybavením. Po odstranění těchto nedostatků se uskutečnily námořní zkoušky, během kterých bylo provedeno 109 vzletů a přistání na palubách lodí projektu 1134 a 1143. Až potom byla spuštěna sériová výroba a v roce 1979 začaly přicházet nové vrtulníky k bojovým útvarům. 14. dubna 1981 byl vrtulník zařazen do služby a dostal označení Ka-27.
Roku 2013 získala společnost Kamov zakázku na komplexní modernizaci osmi protiponorkových vrtulníků Ka-27PL na novou verzi Ka-27M. Vrtulníky mají novou elektroniku, senzory i radary. První kus vstoupil po dvouletém odkladu v prosinci 2016.

## Konstrukce

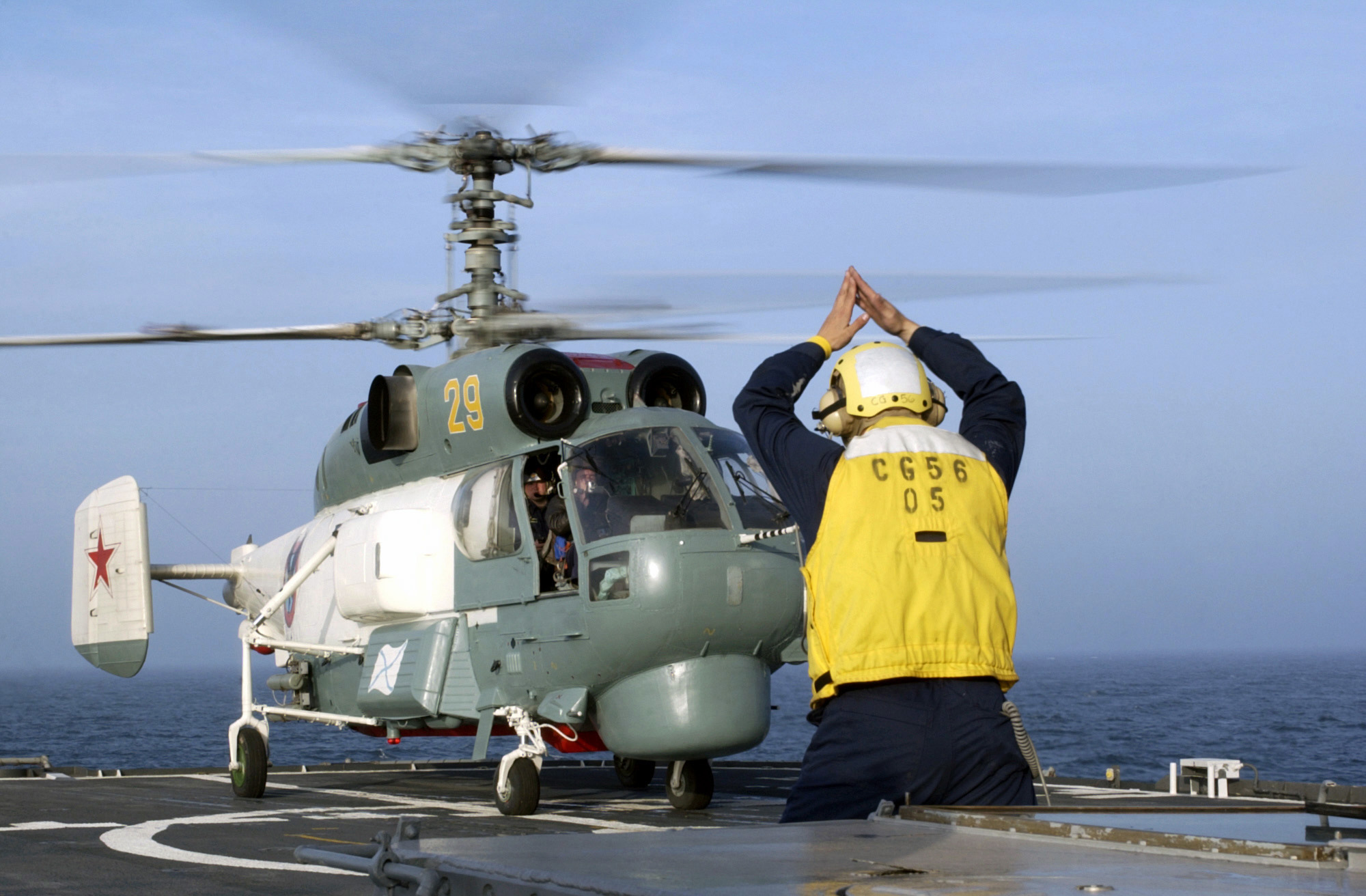
Kamov Ka-27 přistává na palubě USS San Jacinto (CG 56) v roce 2003

Vrtulník Ka-27 je charakteristický dvojicí koaxiálních protichůdně rotujících trojlistých rotorů. Jádra listů jsou vyrobeny z titanu a samotné čepele jsou vyrobeny ze skelných vláken. Pohon stroje zajišťují dva motory TV3-117KM o výkonu 2230 koňských sil, namontované v horní části trupu.
Trup vrtulníku je celokovový, přičemž je vyroben ze slitin hliníku. V jeho přední části je osádka kabiny a nákladní kabina. Konstrukce trupu je do značné míry podobná konstrukci Ka-25, ale liší se o něco většími rozměry a kapacitou.
Čtyřbodový podvozek není zatahovatelný. Na Ka-27 mohou být nainstalovány ližiny. Pro možnost nouzového přistání na vodě se na bocích trupu nacházejí dva balóny, které se dokáží naplnit vzduchem za pět až šest sekund. Po přistání pomocí balónů je vrtulník schopen vydržet na vodě jen v omezeném čase, který však stačí na evakuaci posádky.
Protiponorkové vybavení Ka-27 se skládá z automatizovaného vyhledávacího a zaměřovacího systému Osminog, jakož i autonomních vyhledávacích nástrojů, mezi které patří přijímací a indikační zařízení A-100 Pachra a detektor magnetických anomálií APM-73V. Vrtulník může vzít na palubu 36 sonarových bójí RGB-NM a RGB-NM-1. Pachra zpracovává signály z bójí na vzdálenost 36-40 km, jestliže vrtulník letí ve výšce 100 m a na vzdálenost 90-115 km, jestliže vrtulník letí ve výšce 1000 m.
Detektor magnetických anomálií APM-73V dokáže detekovat ponorky na vzdálenost 400 m. Jde však o teoretické maximum, které závisí na magnetického pole ponorky. V jednom případě například sovětský vrtulník Mi-14PL, vybaven stejným magnetometrem typu APM-73V, proletěl přímo nad U-209, přičemž vůbec nezaregistroval přítomnost této ponorky. Důvodem byl fakt, že trup U-209 byl vyroben z nízko magnetické oceli.
Výzbroj Ka-27PL se skládá z protiponorkových torpéd AT-1MV, raket APR-23 a volně padajících pum PLAB různé ráže.

## Varianty

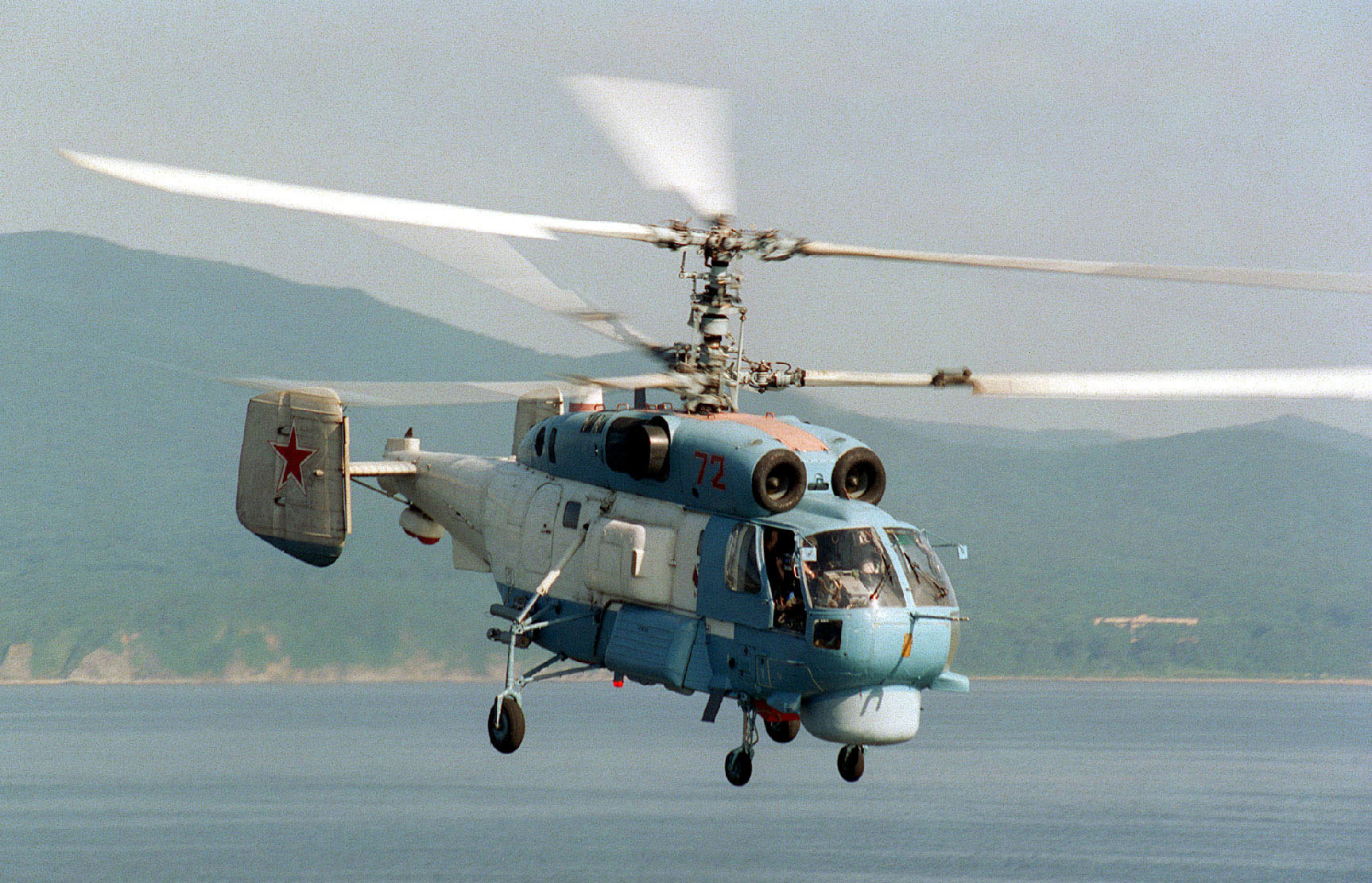
Ruský Ka-27PS

- Ka-27 – základní vojenská ozbrojená verze
- Ka-28 – verze Ka-27 určená pro export
- Ka-29 – vojenský transportní typ
- Ka-29TB – útočný transportní vrtulník
- Ka-31 – průzkumný vrtulník
- Ka-32 – verze pro civilní transport
- Ka-252RLD
- Ka-27M – modernizovaná protiponorková verze Ka-27PL.

## Uživatelé

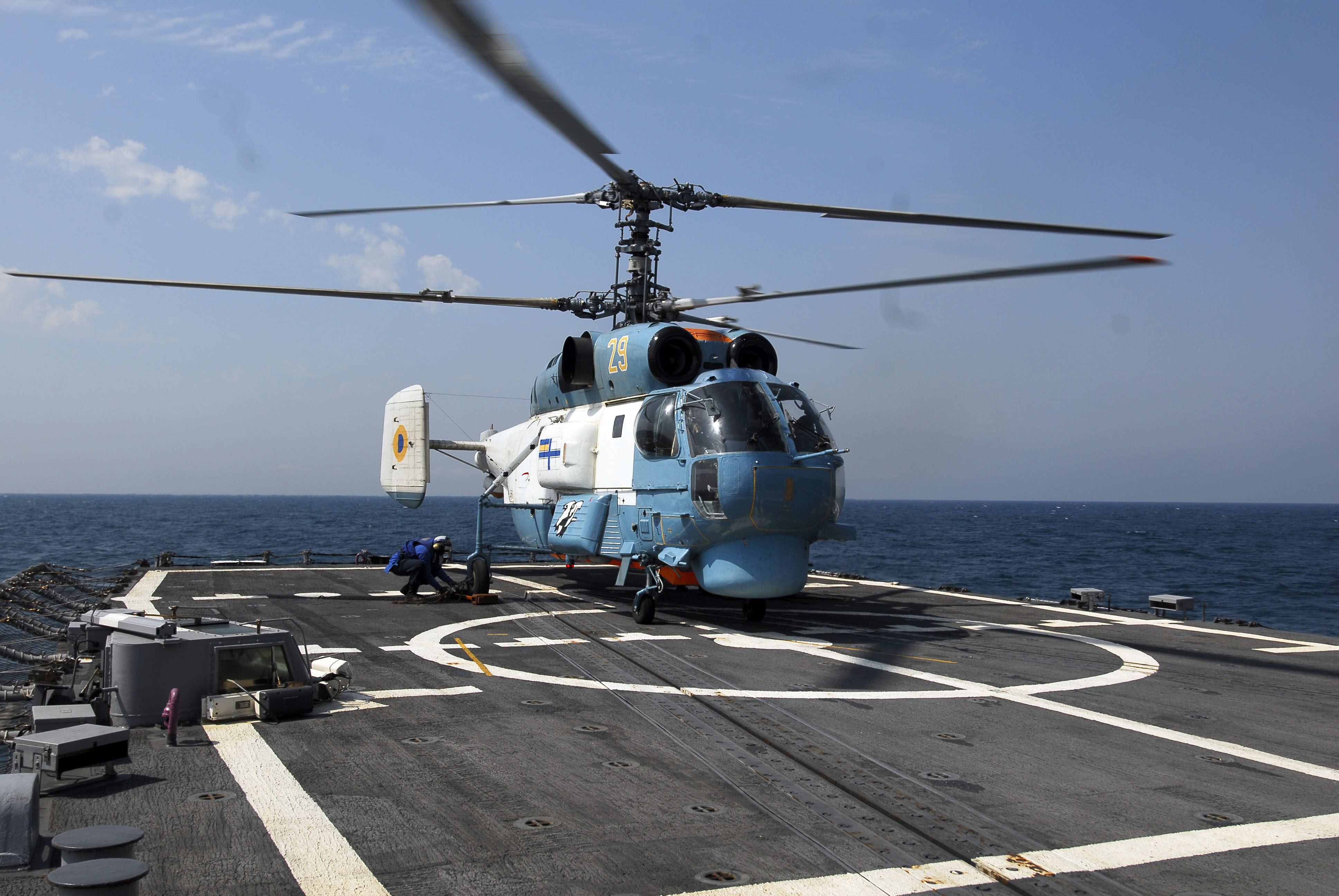
Ukrajinský Ka-27 při vzletu z lodi USS Taylor

### Vojenští a vládní uživatelé
Alžírsko
- Alžírské letectvo[3]

 Čína
- Námořnictvo Čínské lidové osvobozenecké armády[3]

 Indie
- Indické námořní letectvo[3]

 Laos
- Letectvo Laoské lidové osvobozenecké armády[3]

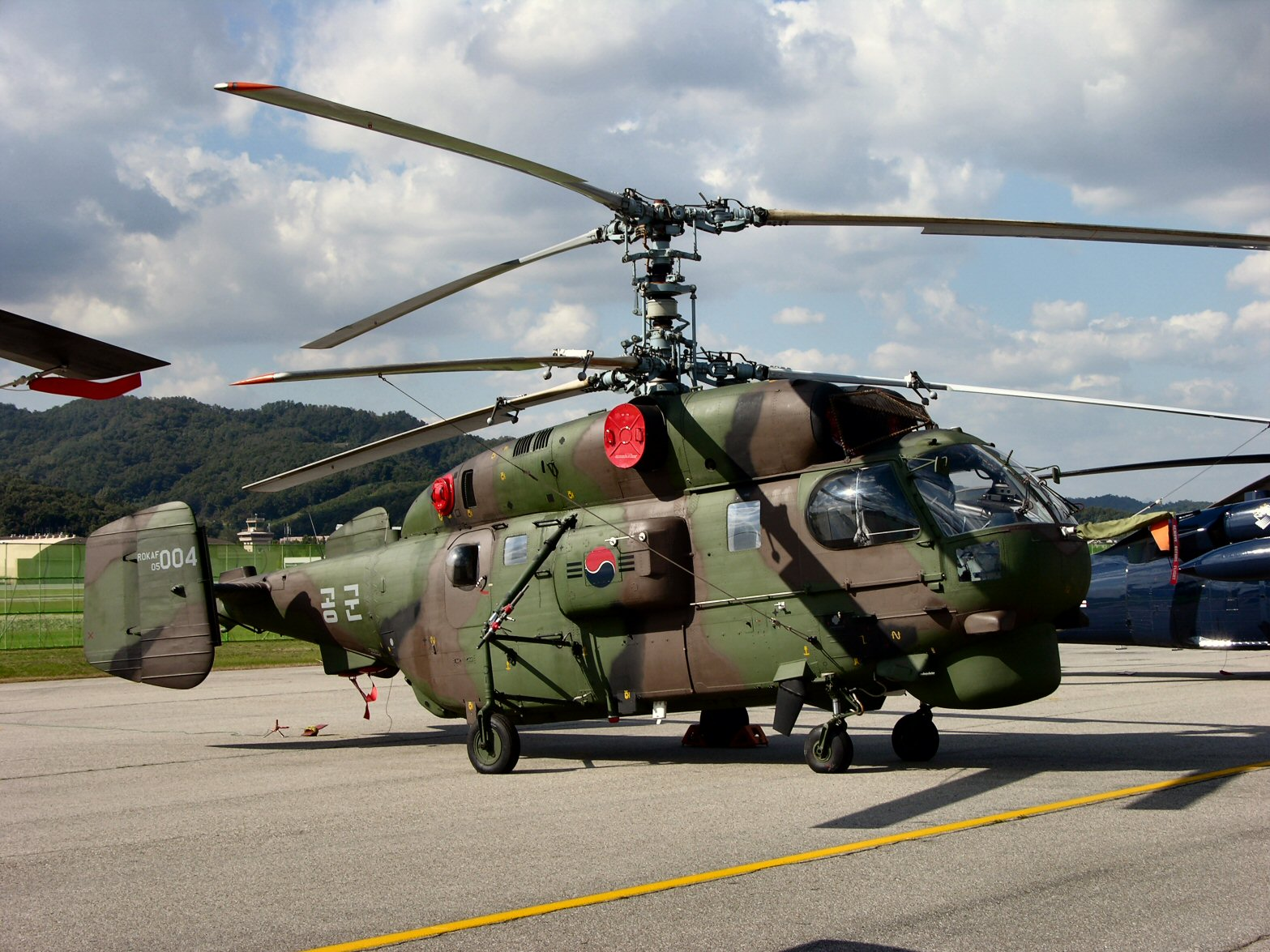
Letectvo Korejské republiky používá Ka-32A4s označený HH-32 k pátrání

 Rusko
- Ruské námořní letectvo[3]
- Ruská pohraniční stráž[4]

 Jižní Korea
- Letectvo Korejské republiky[3]

- Jihokorejská pobřežní stráž[5]
- Korejská lesní služba[6]

 Sýrie
- Syrské letectvo[3]

 Ukrajina
- Ukrajinské námořní letectvo[3]

 Vietnam
- Vietnamské lidové letectvo[3]
- Vietnamské lidové námořnictvo[3]

### Civilní uživatelé
Brazílie
- Helicargo[7]

 Kanada
- Vancouver Island Helicopters[8]

 Švýcarsko
- Heliswiss[9]

 Japonsko
- Akagi Helicopter[10]

 Portugalsko

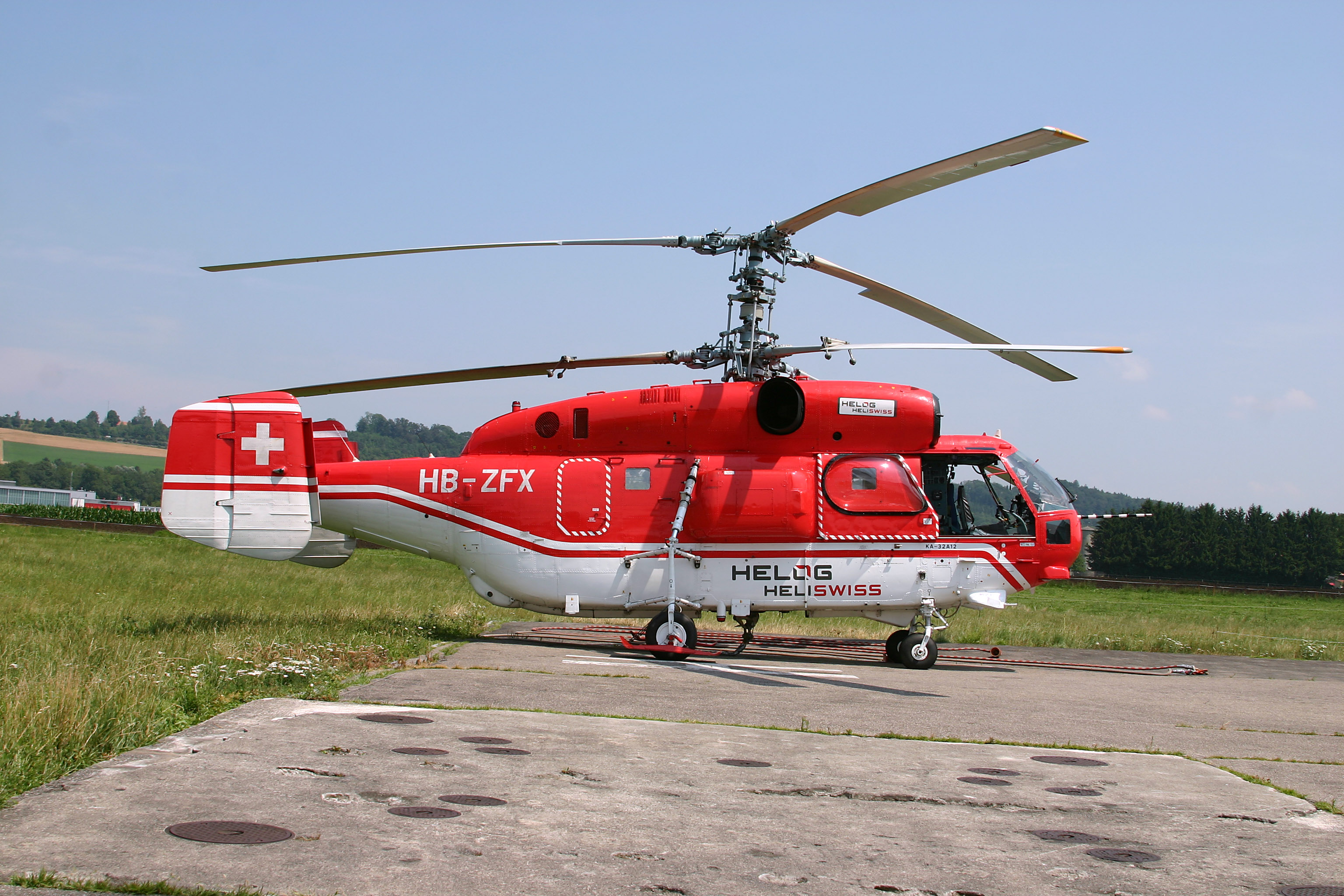
Ka-32 A12 společnosti Heliswiss

- Everjets – Aviação Executiva, S.A. [11]

 Bulharsko
- BH Air[12]

### Dřívější uživatelé
Jugoslávie
- Jugoslávské letectvo[13]

## Specifikace (Ka-27PL)

### Technické údaje
- Posádka: 2-3
- Nosnost: 3 operátoři nebo 3 cestující nebo 4000 kg nákladu v kabině, případně 5000 kg v podvěsu. Vrtulník nese také 800 kg výzbroje.
- Délka trupu: 11,3 m
- Průměr rotoru: 15,9 m
- Výška: 5,4 m
- Vzletová hmotnosť: 11 000 kg
- Max. vzletová hmotnosť : 12 000 kg
- Pohonná jednotka: 2× turbohřídelový motor Klimov TV3-117KM
- Výkon pohonné jednotky: 1 660 kW

### Výkony
- Cestovní rychlost: 250 km/h
- Maximální rychlost: 270 km/h
- Dolet: 760 km
- Praktický dostup: 5000 m
- Statický dostup: 3500 m

### Výzbroj
- 2× protiponorkové torpédo (AT-1M, VTT-1, UMGT-1 Orlan, APR-2 Jastreb-M) nebo 8× hlubinná puma PLAB-250-120
- 2× protilodní střela
- 36× sonarové bóje RGB-NM nebo RGB-NM-1